# Adamswiller
Adamswiller [adamsvilɛʁ] est une commune française située dans la circonscription administrative du Bas-Rhin, en région Grand Est.
Cette commune se trouve dans la région historique et culturelle d'Alsace et depuis le 1er janvier 2021, elle est incluse dans le territoire de la collectivité européenne d'Alsace. La commune fait partie du parc naturel régional des Vosges du Nord. En 2022, elle compte 406 habitants.

## Géographie

### Localisation
La commune est située dans la région naturelle de l'Alsace bossue, à environ égale distance de Drulingen et Diemeringen et à 12 kilomètres de la ville de Sarre-Union. Elle est également à proximité de la route D 919 reliant Sarreguemines au Rhin.
Les communes limitrophes sont Mackwiller, Durstel, Rexingen, Tieffenbach et Waldhambach.
|          | Waldhambach |             |
| Rexingen | Adamswiller | Tieffenbach |
|          | Durstel     |             |

### Géologie et relief
La commune se compose de 65,78 hectares de territoires artificialisés (19,18 %), 191,80 hectares de territoires agricoles (55,92 %) et 85,24 hectares de forêts et milieux semi-naturels (24,85 %).
Espaces naturels :
- Trois espaces protégés hors Natura 2000 Vosges du Nord :

Réserve de Biosphère, zone tampon,
Réserve de Biosphère, zone de transition,
Parc naturel régional.
- Deux zones naturelles d'intérêt écologique, faunistique et floristique (Znieff) :

Paysage agricole et forestier diversifié d'Alsace bossue,
Boisements de reproduction du Milan Royal en Alsace bossue.

### Hydrographie et les eaux souterraines
Hydrogéologie et climatologie : Système d’information pour la gestion des eaux souterraines du bassin Rhin-Meuse :
Territoire communal : Occupation du sol (Corinne Land Cover); Cours d'eau (BD Carthage),
Géologie : Carte géologique; Coupes géologiques et techniques,
 Hydrogéologie : Masses d'eau souterraine; BD Lisa; Cartes piézométriques.
La commune est dans le bassin versant du Rhin au sein du bassin Rhin-Meuse. Elle est drainée par le ruisseau l'Eichel, le ruisseau Muehlgraben, le ruisseau Langmattgraben et le ruisseau le Mostbach,,.
L'Eichel, d'une longueur totale de 32,4 km, prend sa source dans la commune de Petersbach et se jette  dans la Sarre à Herbitzheim, après avoir traversé 16 communes.

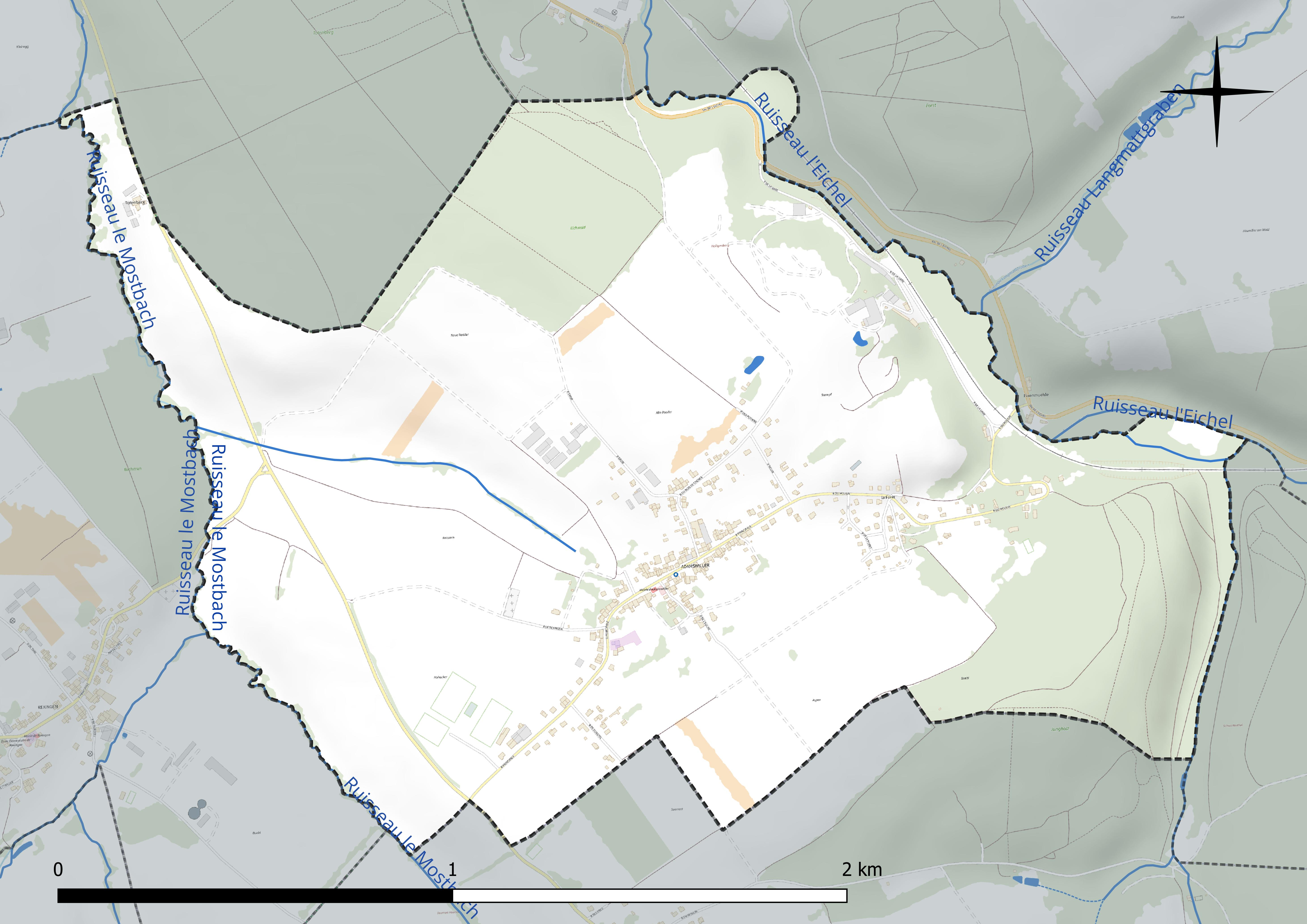
Réseau hydrographique d'Adamswiller.

### Climat
Pour des articles plus généraux, voir Climat du Grand Est et Climat du Bas-Rhin.
En 2010, le climat de la commune est de type climat des marges montargnardes, selon une étude du Centre national de la recherche scientifique s'appuyant sur une série de données couvrant la période 1971-2000. En 2020, Météo-France publie une typologie des climats de la France métropolitaine dans laquelle la commune est exposée à un climat semi-continental et est dans la région climatique Vosges, caractérisée par une pluviométrie très élevée (1 500 à 2 000 mm/an) en toutes saisons et un hiver rude (moins de 1 °C).
Pour la période 1971-2000, la température annuelle moyenne est de 9,8 °C, avec une amplitude thermique annuelle de 17,1 °C. Le cumul annuel moyen de précipitations est de 911 mm, avec 11,8 jours de précipitations en janvier et 10,1 jours en juillet. Pour la période 1991-2020, la température moyenne annuelle observée sur la station météorologique de Météo-France la plus proche, « Berg », sur la commune de Berg à 4 km à vol d'oiseau, est de 10,4 °C et le cumul annuel moyen de précipitations est de 801,8 mm. 
La température maximale relevée sur cette station est de 37,4 °C, atteinte le 25 juillet 2019 ; la température minimale est de −16,8 °C, atteinte le 7 février 2012,,.
Les paramètres climatiques de la commune ont été estimés pour le milieu du siècle (2041-2070) selon différents scénarios d'émission de gaz à effet de serre à partir des nouvelles projections climatiques de référence DRIAS-2020. Ils sont consultables sur un site dédié publié par Météo-France en novembre 2022.

## Urbanisme

### Typologie
Au 1er janvier 2024, Adamswiller est catégorisée commune rurale à habitat dispersé, selon la nouvelle grille communale de densité à sept niveaux définie par l'Insee en 2022.
Elle est située hors unité urbaine et hors attraction des villes,.

### Occupation des sols
L'occupation des sols de la commune, telle qu'elle ressort de la base de données européenne d’occupation biophysique des sols Corine Land Cover (CLC), est marquée par l'importance des territoires agricoles (56,3 % en 2018), une proportion sensiblement équivalente à celle de 1990 (56,9 %). La répartition détaillée en 2018 est la suivante : 
terres arables (53,1 %), forêts (24,3 %), zones urbanisées (10,6 %), mines, décharges et chantiers (8,7 %), prairies (1,8 %), zones agricoles hétérogènes (1,5 %). L'évolution de l’occupation des sols de la commune et de ses infrastructures peut être observée sur les différentes représentations cartographiques du territoire : la carte de Cassini (XVIIIe siècle), la carte d'état-major (1820-1866) et les cartes ou photos aériennes de l'IGN pour la période actuelle (1950 à aujourd'hui).

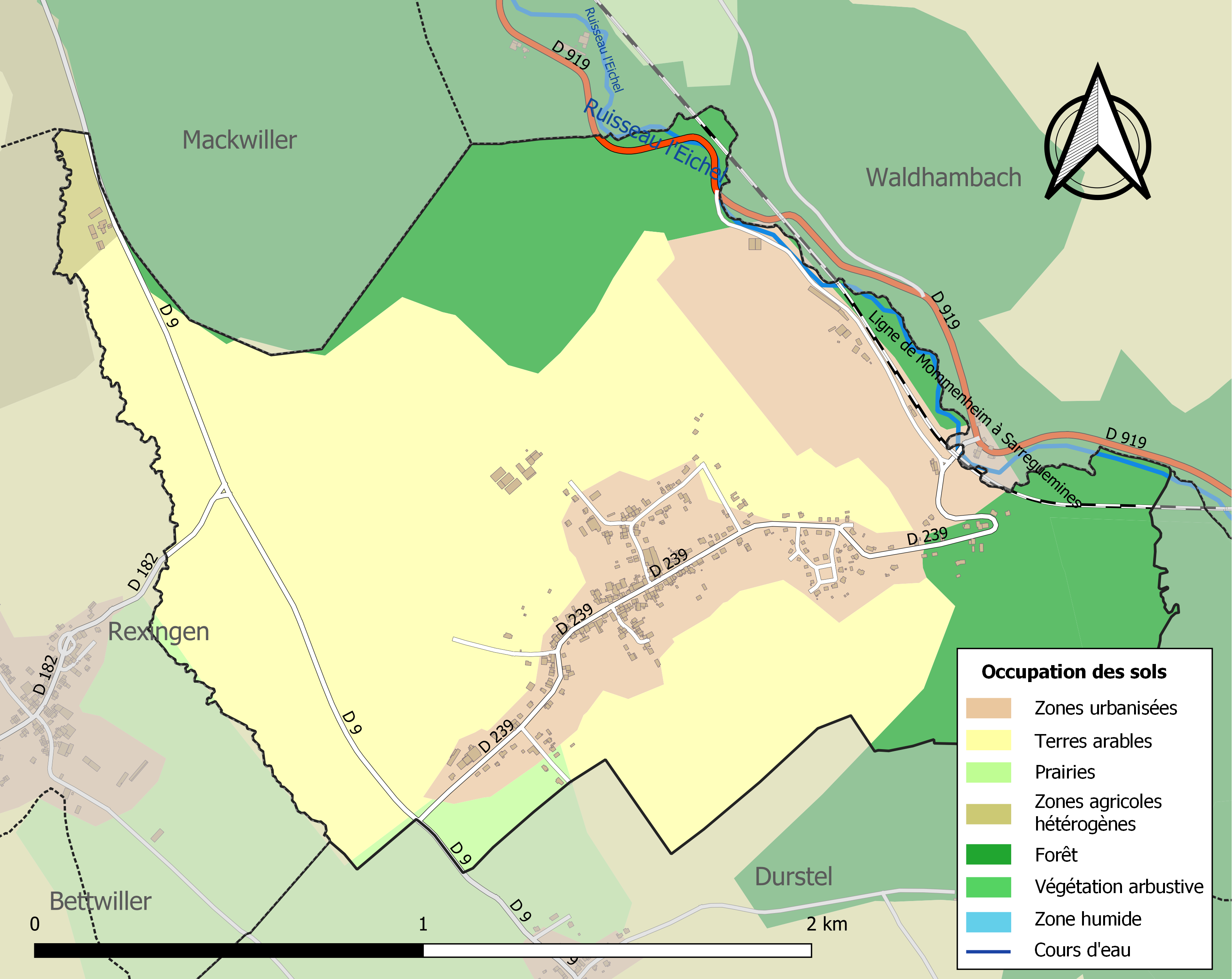
Carte des infrastructures et de l'occupation des sols de la commune en 2018 (CLC).

### Lieux-dits, hameaux et écarts
- Ferme du Totenberg, sur la route D 9 en direction de Mackwiller, à proximité du ruisseau du Morstbach.

### Voies de communications et transports

#### Voies routières
- Autoroute A4, aussi appelée autoroute de l’Est. Échangeurs Sarre-Union, Phalsbourg, Saverne.
- D 239 vers Durstel[26],
- D 239 > D 919 vers Tieffenbach,
- D 239 > D 9 > D 182 vers Rexingen.

#### Transports en commun

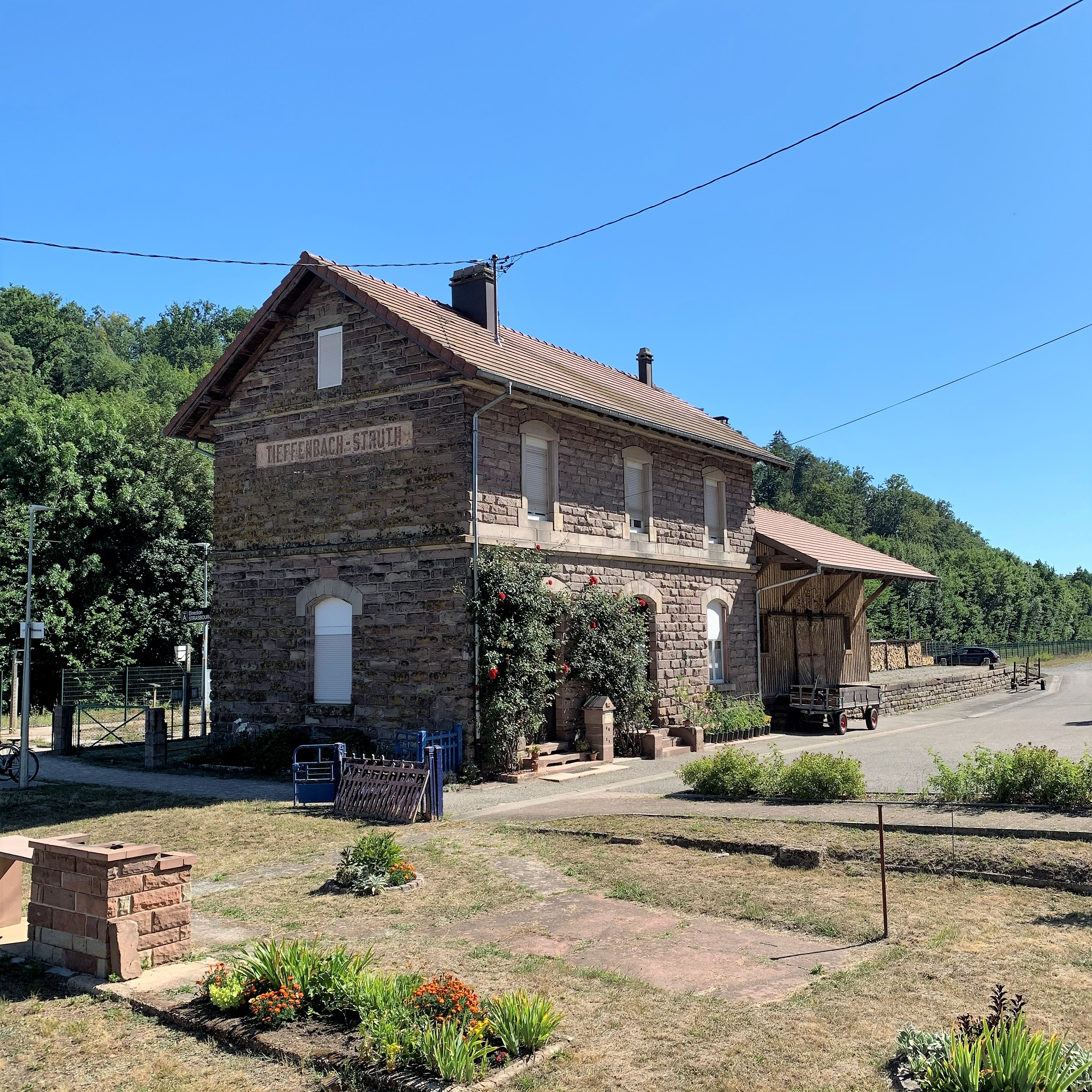
Gare de Tieffenbach - Struth.

- Transports en Alsace.
- Fluo Grand Est.

##### Lignes SNCF
- Gare de Tieffenbach - Struth,
- Gare de Diemeringen,

### Risques naturels et technologiques
Commune située dans une zone de sismicité faible.

## Toponymie
- 1281 : Adelmanswiler ; 1793 : Adamsweiller ; 1801 : Adamswiler.
- Adamsweiler en allemand[28].

Willer dérive du latin Villare et désignait une exploitation agricole. Ce mot est passé dans les langues germaniques et der Weiler désigne un hameau. Adelman est composé de Adel (noblesse) et de Mann (homme) en allemand.
Adamswiller serait donc un domaine agricole rural dont un des premiers, ou le premier propriétaire aurait été un gentilhomme. Le changement de nom,  Adel devenu Adam entre 1281 et 1793, pourrait avoir un lien avec la Révolution française et l'abolition des privilèges.

## Histoire
Cette commune faisait anciennement partie du comté de La Petite-Pierre.
Entre Adamswiller et Mackwiller, le Totdenberg ou colline des morts, fut ainsi baptisé à la suite de la découverte de tombeaux antiques.
L'origine du nom est gallo-romaine : Villa Adimarti en 777 ensuite le nom devient Atamano villa (1120), Adelmannswilre (1201). Du XIIe au Xe siècle, le village est propriété successivement de l'abbaye de Saint-Denis, de Marmoutier et de Neubourg. Puis propriété des Deux-Ponts par l'intermédiaire des comtes de La Petite Pierre, avant d'être réuni à la France en 1681. Adamswiller a une annexe, la ferme du Totenberg autrefois une tuilerie.
Le tuilier Jacob Kenzel d'Adamswiller, en Alsace bossue, qui a travaillé au moins de 1798 à 1824, avait une façon particulière de décorer les tuiles de protection. Il appliquait dans la pâte encore fraîche des tampons en bois sculptés en creux de motifs divers, comme le couple d'oiseaux (symbolisant le couple fondateur de la maison), le Maikrug ou la tulipe, disposés dans des rinceaux et couronnes de feuillage, les motifs étant à chaque fois combinés en une composition originale. Il n'oubliait jamais d'imprimer sur la tuile son nom ou ses initiales I K, devenant ainsi le seul potier à signer ses créations. Il a fabriqué aussi de grandes lucarnes en terre cuite, qui servaient à l'aération des combles, et sur lesquelles il écrivait parfois à la main de petits textes en allemand gothique.

## Politique et administration

### Découpage territorial
Commune membre de la communauté de communes de l'Alsace Bossue.

### Élections municipales et communautaires

#### Liste des maires
| Période  | Période  | Identité      | Étiquette | Qualité                                       |
| -------- | -------- | ------------- | --------- | --------------------------------------------- |
| 2001     | 2014     | François Brua |           | Réélu en 2008                                 |
| 2014     | Mai 2020 | Armand Moritz | DVD       | Retraité                                      |
| mai 2020 | En cours | Alain Saemann |           | Ancien artisan, commerçant, chef d'entreprise |

### Finances communales

#### Budget et fiscalité 2023

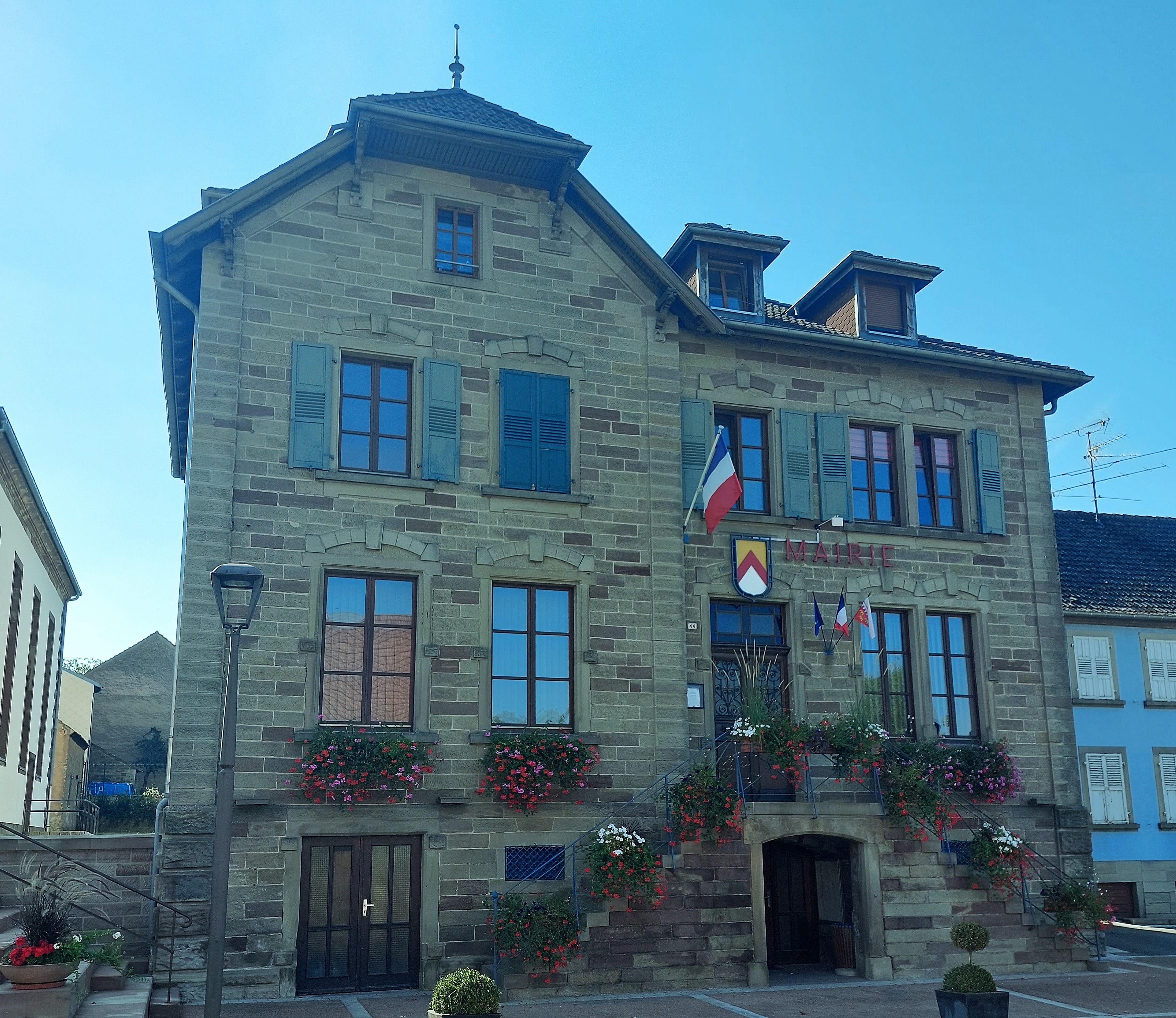
Mairie.

En 2023, le budget de la commune était constitué ainsi :
- total des produits de fonctionnement : 394 000 €, soit 991 € par habitant ;
- total des charges de fonctionnement : 265 000 €, soit 666 € par habitant ;
- total des ressources d'investissement : 94 000 €, soit 237 € par habitant ;
- total des emplois d'investissement : 95 000 €, soit 238 € par habitant ;
- endettement : 288 000 €, soit 723 € par habitant.

Avec les taux de fiscalité suivants :
- taxe d'habitation : 19,74 % ;
- taxe foncière sur les propriétés bâties : 26,75 % ;
- taxe foncière sur les propriétés non bâties : 59,15 % ;
- taxe additionnelle à la taxe foncière sur les propriétés non bâties : 45,11 % ;
- cotisation foncière des entreprises : 14,68 %.

Chiffres clés Revenus et pauvreté des ménages en 2021 : médiane en 2021 du revenu disponible, par unité de consommation : 22 860 €.

## Équipements et services publics

### Enseignement
Établissements d'enseignements :
- École primaire CM2 et RPI
- Collèges à Diemeringen
- Lycées à Sarre-Union,

### Santé
Professionnels et établissements de santé :
- Médecins à Diemeringen, Drulingen, Sarre-Union, La Petite-Pierre,
- Pharmacies à Diemeringen, Drulingen, Sarre-Union, La Petite-Pierre.

## Population et société

### Démographie

#### Évolution démographique
Les habitants sont nommés les Adamswillerois.
L'évolution du nombre d'habitants est connue à travers les recensements de la population effectués dans la commune depuis 1793. Pour les communes de moins de 10 000 habitants, une enquête de recensement portant sur toute la population est réalisée tous les cinq ans, les populations de référence des années intermédiaires étant quant à elles estimées par interpolation ou extrapolation. Pour la commune, le premier recensement exhaustif entrant dans le cadre du nouveau dispositif a été réalisé en 2005.

En 2022, la commune comptait 406 habitants, en évolution de +7,69 % par rapport à 2016 (Bas-Rhin : +3,17 %, France hors Mayotte : +2,11 %).
| 1793 | 1800 | 1806 | 1821 | 1831 | 1836 | 1841 | 1846 | 1851 |
| ---- | ---- | ---- | ---- | ---- | ---- | ---- | ---- | ---- |
| 215  | 210  | 246  | 326  | 324  | 296  | 308  | 305  | 289  |

| 1856 | 1861 | 1866 | 1871 | 1875 | 1880 | 1885 | 1890 | 1895 |
| ---- | ---- | ---- | ---- | ---- | ---- | ---- | ---- | ---- |
| 275  | 277  | 289  | 299  | 286  | 280  | 274  | 265  | 303  |

| 1900 | 1905 | 1910 | 1921 | 1926 | 1931 | 1936 | 1946 | 1954 |
| ---- | ---- | ---- | ---- | ---- | ---- | ---- | ---- | ---- |
| 313  | 335  | 331  | 317  | 332  | 334  | 343  | 356  | 366  |

| 1962 | 1968 | 1975 | 1982 | 1990 | 1999 | 2005 | 2006 | 2010 |
| ---- | ---- | ---- | ---- | ---- | ---- | ---- | ---- | ---- |
| 406  | 427  | 429  | 460  | 469  | 459  | 398  | 393  | 392  |

| 2015 | 2020 | 2022 | - | - | - | - | - | - |
| ---- | ---- | ---- | - | - | - | - | - | - |
| 378  | 396  | 406  | - | - | - | - | - | - |

### Cultes
- Paroisse protestante de Durstel, Adamswiller, Asswiller, Bettwiller[41].
- Culte catholique à Diemeringen, Communauté de paroisses des clochers du Kirchberg[42] Diocèse de Strasbourg[43].

## Économie

### Entreprises et commerces

#### Agriculture
- Culture de légumes, de racines et de tubercules.
- Culture de céréales, de légumineuses et de graines oléagineuses.
- Fermes[44].
- Élevage d'autres bovins.
- Élevage d'autres animaux.
- Culture et élevage associés.

#### Tourisme
- Hébergement touristique et autre hébergement de courte durée.

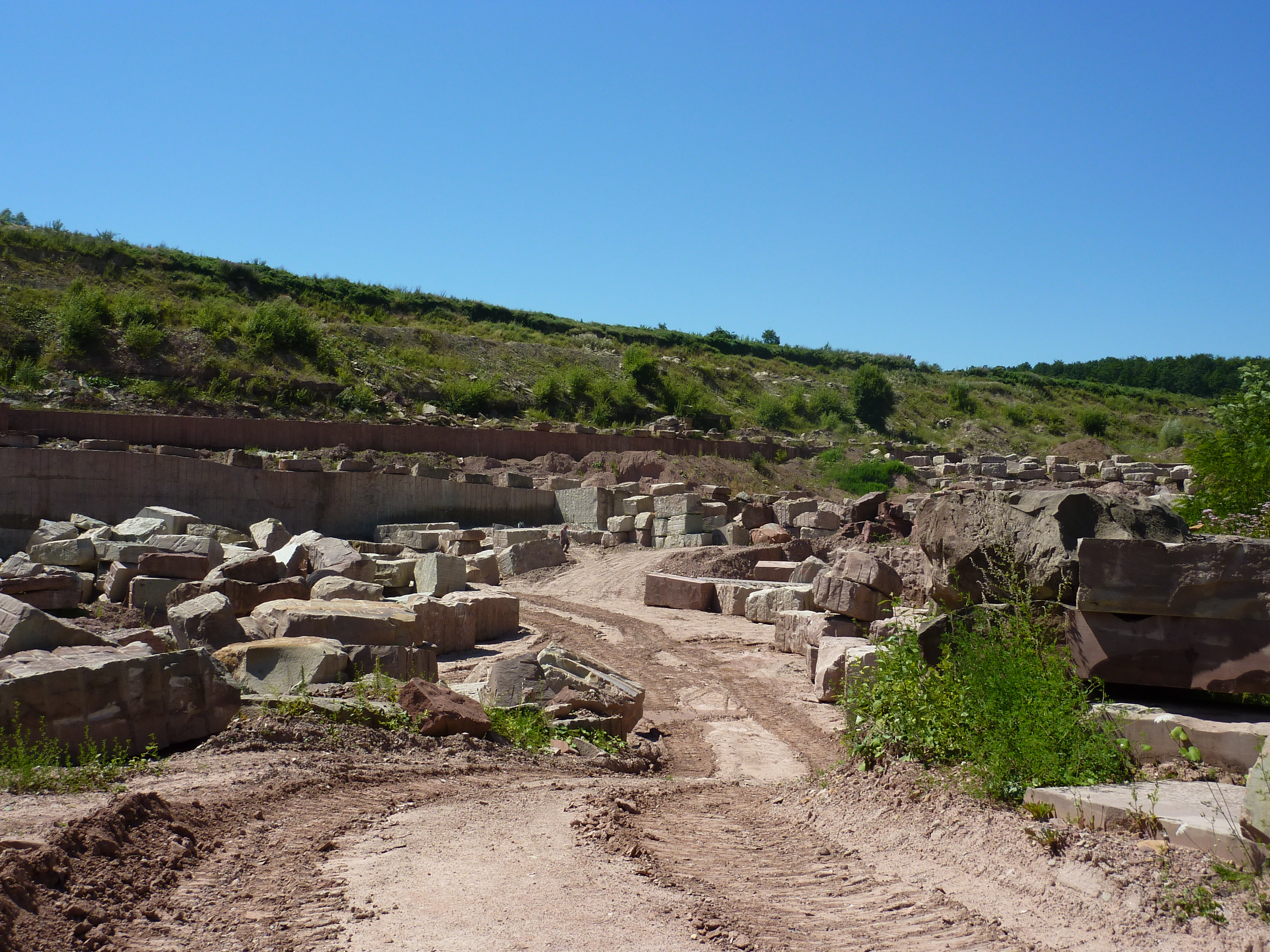
La carrière.

- Gîtes ruraux.
- Chambres d'hôtes.
- Restauration traditionnelle.
- Ancien restaurant Au Cheval noir[45].

#### Commerces
- Commerces et services de proximité.
- La carrière Rauscher[46],[47].

## Culture locale et patrimoine

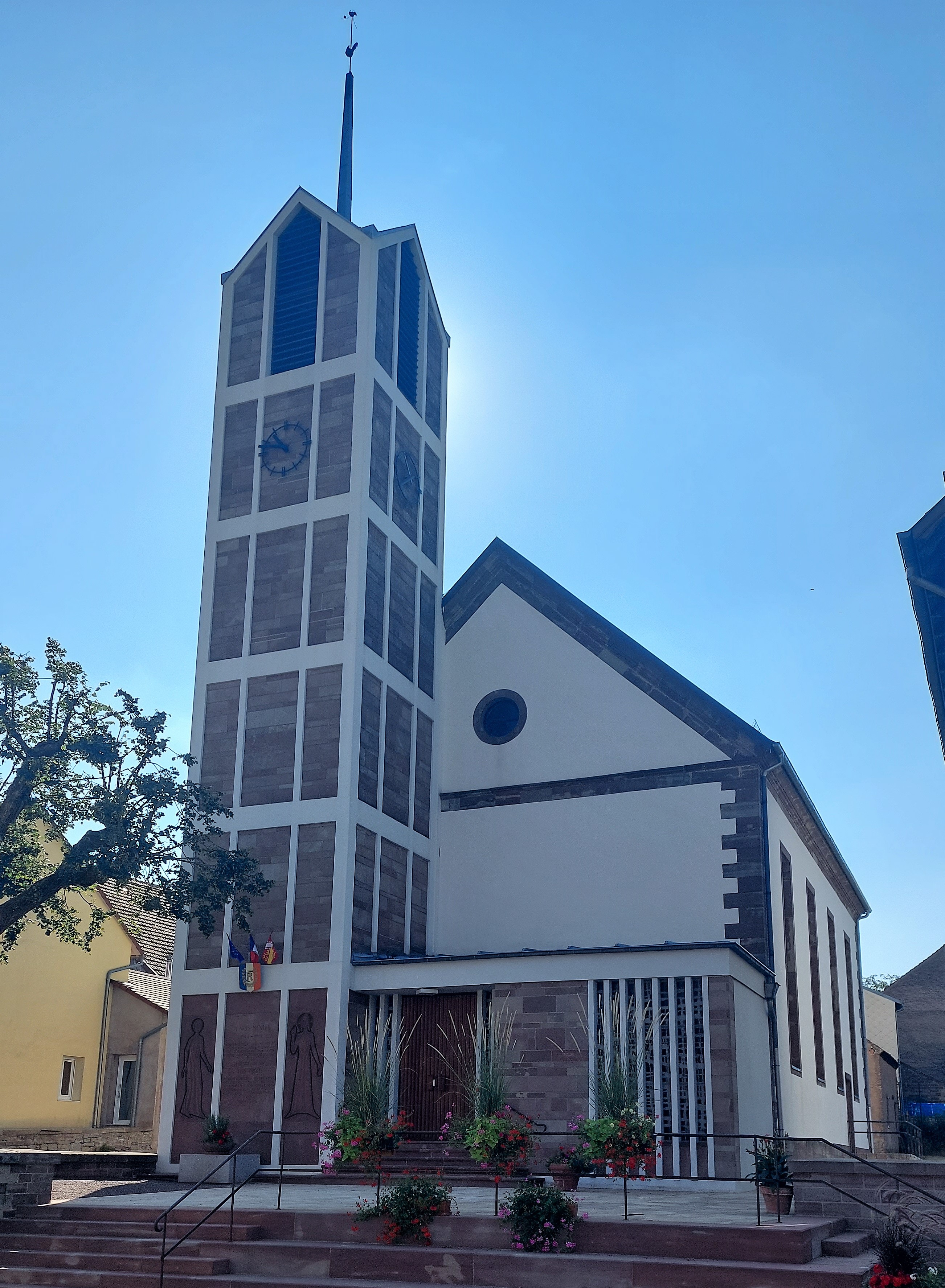
Église protestante.
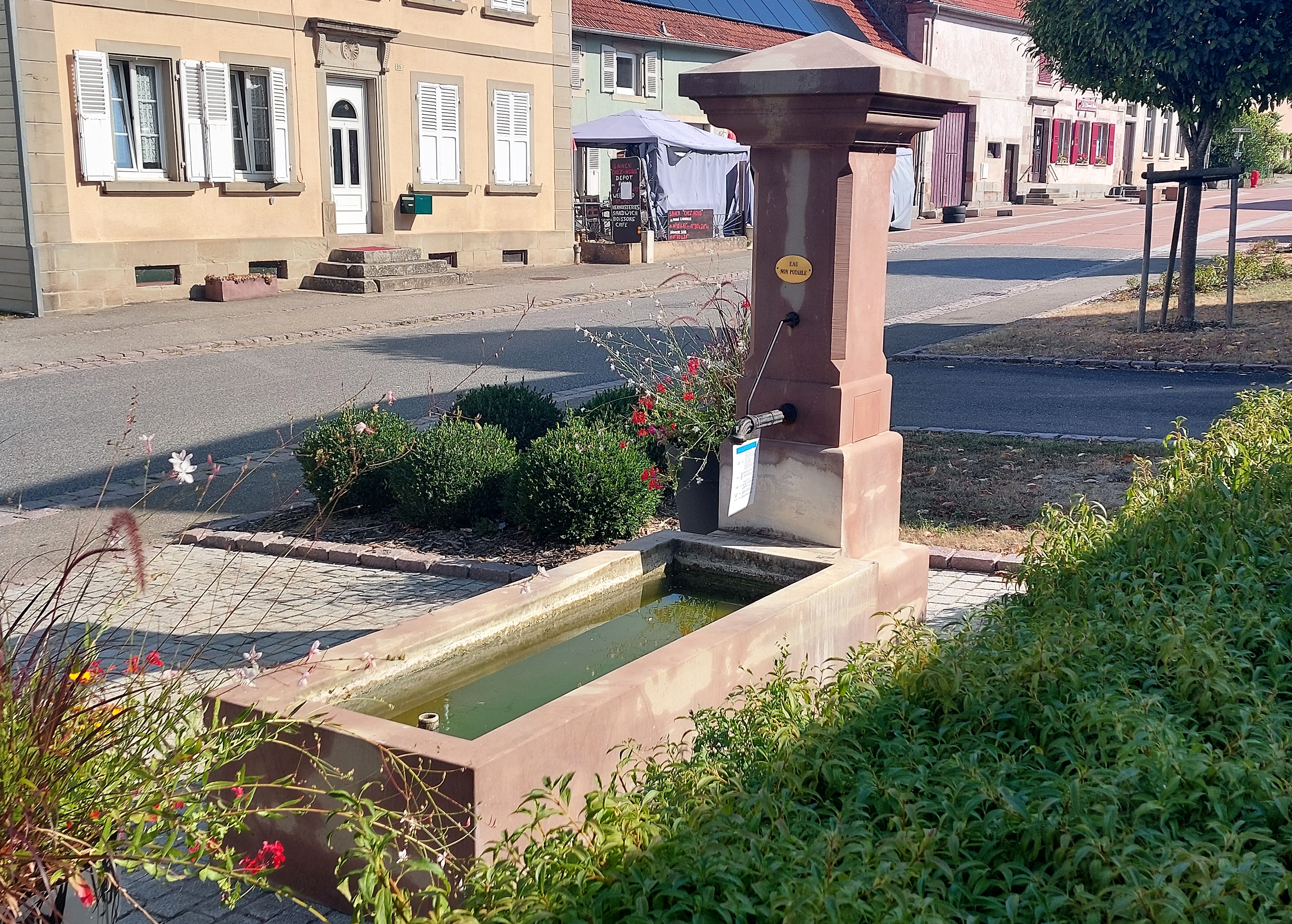
Fontaine.
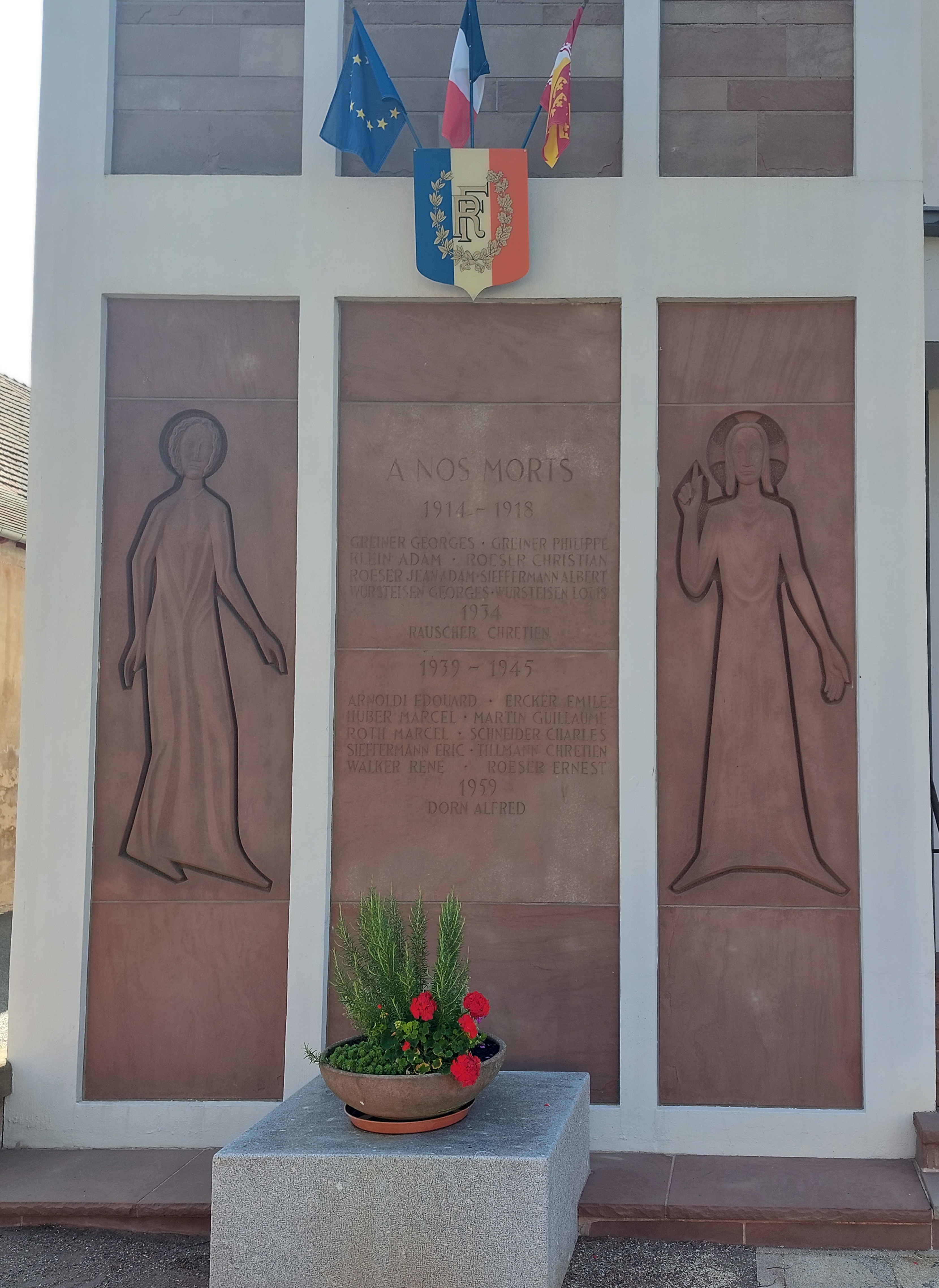
Monument aux morts.
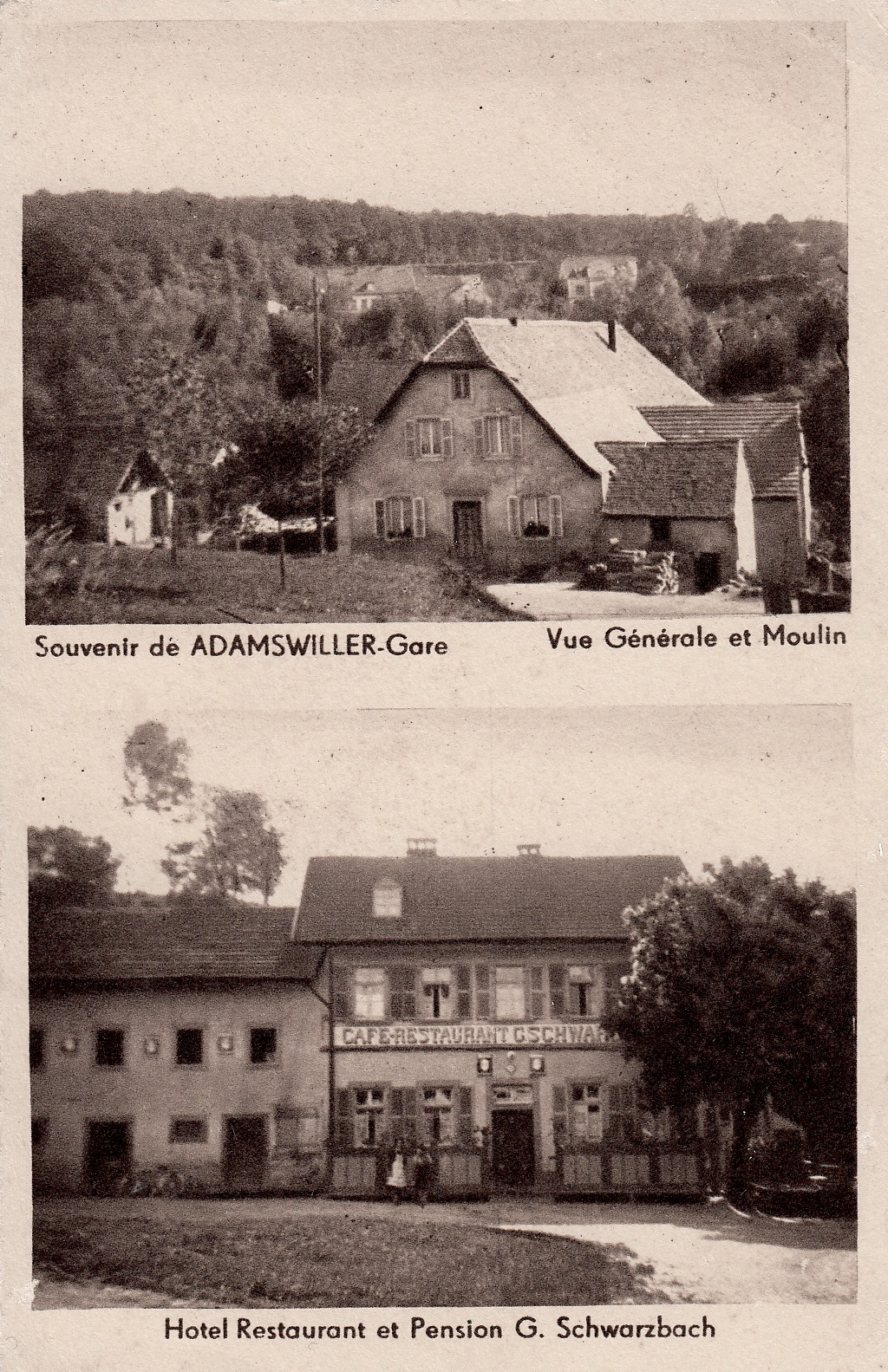
Hôtel restaurant et pension Schwarzbach.
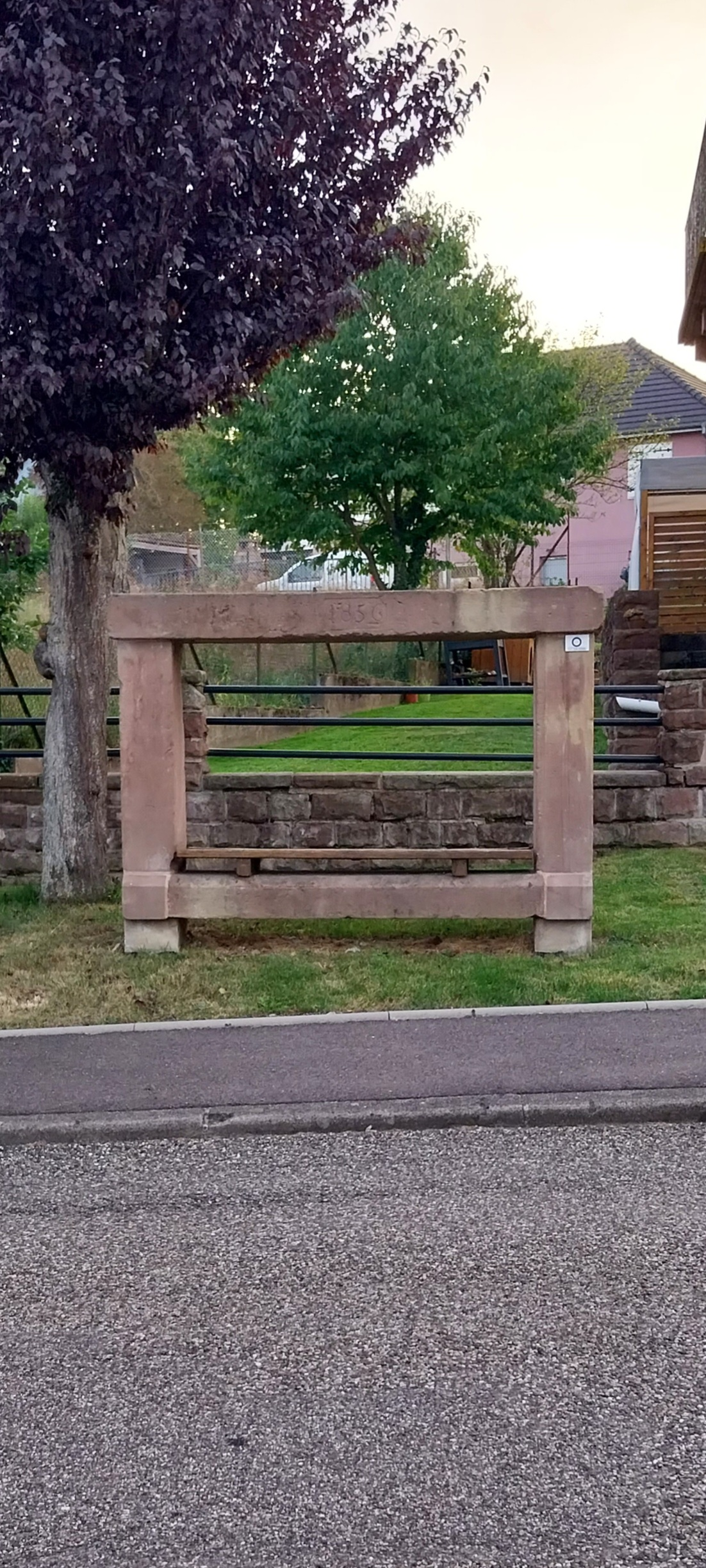
Banc reposoir napoléonien.
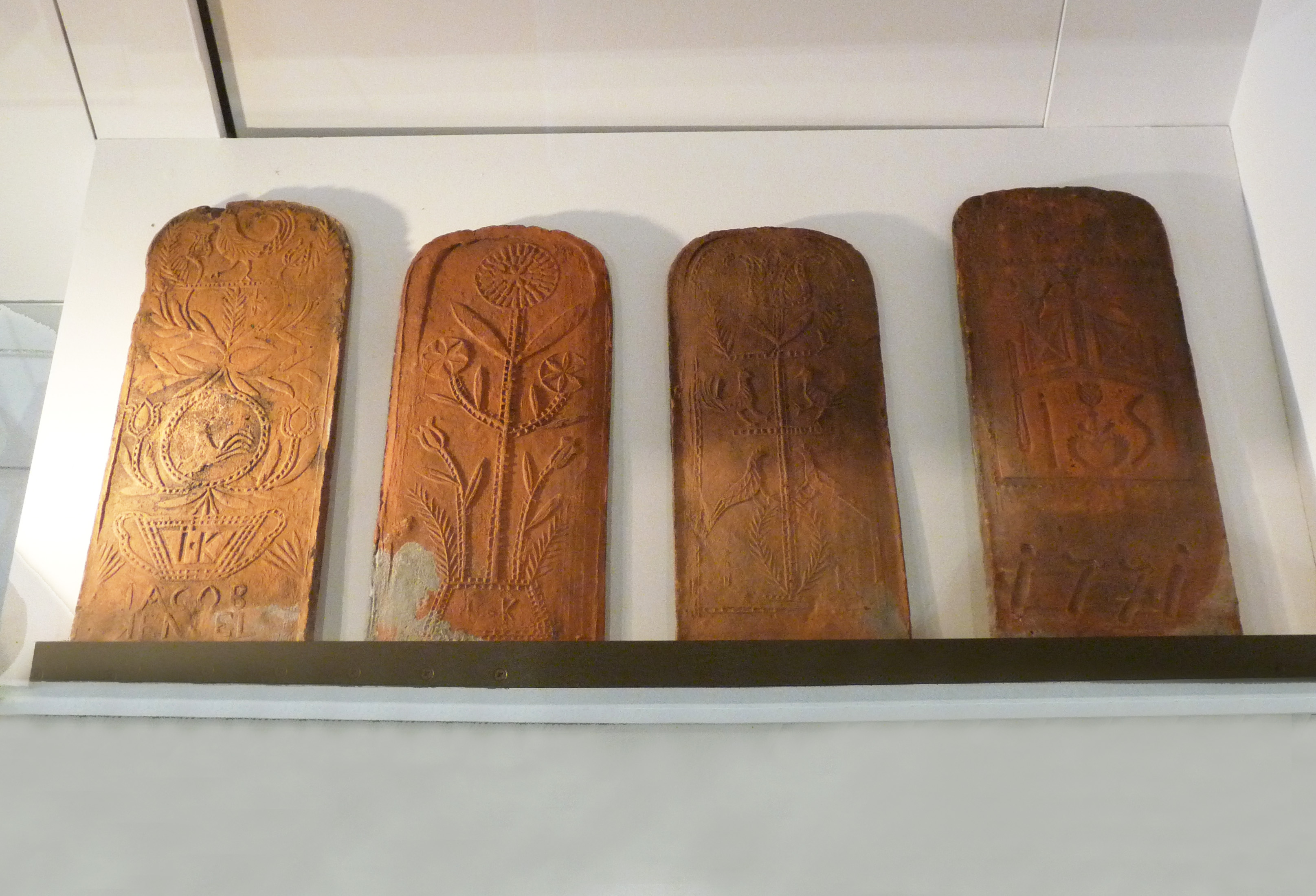
Tuile de Jacob Kenzel[48].

### Lieux et monuments
- Église protestante[49],[50].

Aiguière de baptême, bassin de baptême.
Orgue de 1846 à l'origine de Wegmann Georges.
Le mobilier de l'église de luthériens.
- Banc-reposoir napoléonien[54],[55].
- Mairie, école[56].
- Monument aux morts[57] : conflits commémorés : guerres 1914-1918 - 1939-1945 - AFN-Algérie (1954-1962).
- Bornes armoriées[58].
- Patrimoine architectural de pays :

Maisons et fermes,,,.
Maison de tisserand.
Ancienne maison de forgeron.
Ancien restaurant.

### Héraldique
| Blason de Adamswiller | Blason  | D'argent mantelé d'or au chevron de gueules brochant sur la partition. |
| Blason de Adamswiller | Détails |                                                                        |